# Getting His Man
Getting His Man è un cortometraggio muto del 1911 diretto da Thomas H. Ince. Di genere western, il film - prodotto dalla Bison Motion Pictures e dalla New York Motion Picture - aveva come interpreti Francis Ford e George Gebhardt.

## Produzione
La Bison Motion Pictures e la New York Motion Picture produssero il film nel 1911.

## Distribuzione
Il film - un cortometraggio in una bobina - fu distribuito dalla Motion Picture Distributors and Sales Company e uscì nelle sale statunitensi il 29 dicembre 1911.